# Cédrick Fiston
Cédrick Fiston (* 12. April 1981 in Capesterre-Belle-Eau) ist ein ehemaliger französischer Fußballspieler aus Guadeloupe auf der Position eines Stürmers. Er war zuletzt für AJSS Saintes und der Fußballnationalmannschaft von Guadeloupe aktiv.

## Karriere

### Verein
Fiston spielte zu Beginn seiner Karriere für die französischen Spitzenvereine Paris Saint-Germain und Girondins Bordeaux, schaffte jedoch bei beiden Clubs nie den Durchbruch in die erste Mannschaft. Sein einziger Einsatz für die erste Mannschaft von Bordeaux war am 11. September 2002 beim Spiel gegen ES Troyes AC, als er in der 90. Minute für Sávio Bortolini Pimentel eingewechselt wurde. In der Saison 2003/04 sammelte er bei Académica Coimbra erstmals mehrere Profieinsätze in der portugiesischen SuperLiga. Danach ging Fiston zurück in seine Heimat Guadeloupe, wo er bis ins Jahr 2017 tätig war und 2012 seinen einzigen Meistertitel gewinnen konnte.

### Nationalmannschaft
Sein Debüt für die Fußballnationalmannschaft von Guadeloupe gab Fiston am 24. März 2007 im Freundschaftsspiel gegen die Auswahl von Trinidad & Tobago (2:2). Im gleichen Jahr absolvierte er insgesamt sechs Spiele für die Nationalmannschaft. Er gehörte unter anderem zum Kader beim CONCACAF Gold Cup 2007 und schoss dort auch sein zweites Länderspieltor im Gruppenspiel gegen Haiti (1:1). Im Halbfinale schied sein Team gegen Mexiko aus. Seinen letzten Einsatz im Trikot der Nationalmannschaft bestritt Fiston am 18. Januar 2008 im Freundschaftsspiel gegen die Auswahl von Dominica (0:3).

### Erfolge
Verein
- Guadeloupischer Meister: 2012